# جون ولكوت ستيوارت
جون ولكوت ستيوارت هو محامي وقانوني وسياسي أمريكي، ولد في 24 نوفمبر 1825 في ميدلبوري في الولايات المتحدة، وتوفي بنفس المكان في 29 أكتوبر 1915. نشط حزبياً في الحزب الجمهوري.

## مناصب
- انتخب عضو مجلس الشيوخ الأمريكي [الإنجليزية]‏ عن دائرة Vermont Class 1 senate seat ‏ وقد انضم خلال فترته النيابية [الإنجليزية]‏ (24 مارس 1908 – 21 أكتوبر 1908) للكتلة البرلمانية الحزب الجمهوري.
- انتخب حاكم فيرمونت [الإنجليزية]‏ (6 أكتوبر 1870 – 3 أكتوبر 1872).
- انتخب عضو مجلس النواب الأمريكي [الإنجليزية]‏.
- انتخب عضو مجلس الشيوخ الأمريكي [الإنجليزية]‏.